# Druhá Ženevská úmluva

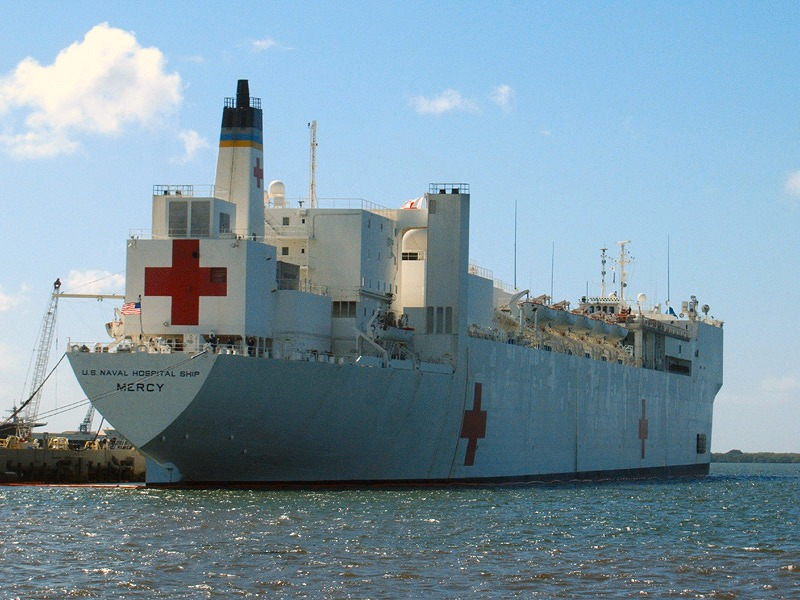
Nemocniční loď USNS Mercy námořnictva Spojených států amerických

Druhá Ženevská úmluva je jednou ze čtyř úmluv upravujících podmínky a pravidla ochrany osob, které se buďto ozbrojeného konfliktu primárně aktivně nezúčastní (civilisté) nebo se jejich způsob participace změní (váleční zajatci, ranění a nemocní vojáci) dle mezinárodního práva.
Celým názvem Ženevská úmluva o zlepšení osudu raněných, nemocných a trosečníků ozbrojených sil na moři byla naposledy aktualizována během diplomatické konference v Ženevě za účelem revize X. Haagské úmluvy z 18. října 1907 o přizpůsobení zásad Ženevské dohody z r. 1906 na válku námořní. Konference se konala ve dnech od 21. dubna do 12. srpna 1949, přičemž byly aktualizovány i další tři úmluvy a Čtvrtá Ženevská úmluva byla doplněna. Na ratifikaci úmluv se podílelo 194 států. Navrhovatelem a vykonavatelem těchto úmluv je Mezinárodní výbor Červeného kříže.
Ženevské úmluvy o ochraně obětí ozbrojených konfliktů a dodatkové protokoly k těmto úmluvám jsou hlavním podkladovým materiálem a základním pramenem mezinárodního humanitárního práva, které má za cíl zmírnit následky válečných konfliktů a utrpení jejich obětí, dokud není možno válečný konflikt zcela vyloučit. Snahou je zachovávat lidskou důstojnost a podporovat nediskriminující chování v rámci poskytování pomoci, a to ať už se jedná o osoby, které nejsou na konfliktu přímo účastny nebo o osoby z konfliktu vyřazené (pro nemoc, zranění, zajetí).

## Obsah
Úmluva má 63 článků, které jsou rozděleny do devíti kapitol.

### Kapitola I: Všeobecná ustanovení
První kapitola je věnována úvodu a ujasnění situací, ve kterých bude úmluva aplikována a jaký má dosah. Tím upřesňuje, že se jedná o úmluvu, která se vztahuje výhradně na vojenské síly na moři a lodích. Dojde-li k vylodění, dochází k aplikaci úmluvy ze dne 12. srpna 1949 o zlepšení osudu raněných a nemocných příslušníků ozbrojených sil v poli. Tato kapitola také upřesňuje charakteristiku osob, na které je úmluva zacílena (osoby, které byly vyřazeny z boje nemocí, zraněním, zadržením nebo jakoukoli jinou příčinou), zdůrazňuje, že přístup k těmto osobám má dodržovat nediskriminující chování nehledě rasy, víry, pohlaví či majetku a zakazuje chování vůči těmto osobám, které by obsahovalo útoky na zdraví, kruté nakládání, mučení, vraždu, vykonání popravy bez předchozího rozsudku vykonaného řádně ustanoveným soudem či pošlapání důstojnosti člověka. Je také zmíněna nezcizitelnost práv všech osob, na něž se úmluva vztahuje. Ke konci kapitoly je popsáno, jak bude uplatňován dohled nad touto úmluvou. Zvolené ochranné mocnosti, které toto zajišťují mají možnost zasahovat i do řešení sporů a poskytnou v tomto rámci své služby.

### Kapitola II: Ranění, nemocní a trosečníci
Druhá kapitola se již konkrétněji věnuje ochraně, ošetřování a zacházení s raněnými, nemocnými a trosečníky. Podává přesnější charakteristiku chráněných osob, jež jsou většinou součástí milic, ozbrojených sil, dobrovolnických sborů, organizovaných hnutí odporu, které splňují daná kritéria, doprovodu ozbrojených sil, lodních posádek či ozbrojených obyvatel neobsazených území. Dále druhá kapitola upřesňuje povahu situací, kdy se zacílená skupina úmluvy dostane například do moci nepřítele, na neutrální loď, letadlo či přístav. Také, jak postupovat při hledání těchto osob a vyřizování zásilek. Ke konci se kapitola věnuje tematice pohřbu zemřelých a dovolávání se charitativní péče velitelů neutrálních lodí.

### Kapitola III: Nemocniční lodě
Třetí kapitola se věnuje především záležitostem týkajících se nemocničních lodí. Jejich ochraně, tonáži, postavení v obsazeném přístavu, dále také jejich použití a právu na kontrolu těchto lodí a plavidel. Kapitola také specifikuje ochranu lodních lazaretů. V rámci této ochrany hovoří o respektování a ušetření těchto míst, dojde-li na válečné lodi ke konfliktu, upřesňuje, že lazaret by neměl pozbýt svého účelu, je-li ho potřeba, velitel lodi s ním však v případě nutnosti může nakládat dle vlastního uvážení, zajistí-li před tím osud raněných a nemocných v daném lazaretu. Kapitola se také krátce věnuje pobytu lodí v neutrálním přístavu a obchodním lodím, které byly přeměněny na nemocniční. Na závěr jsou zmíněny situace, které vedou k zániku ochrany těchto lodí, zejména situace při kterých dochází ke zneužívání těchto lodí k jiným než daným účelům (činy škodící nepříteli). Popisuje však také situace, při kterých je ochrana lodi zachována, převážně se jedná o případy ozbrojení pro účel sebeobrany či převozu materiálu určeného výhradně pro zdravotní službu.

### Kapitola IV: Personál
Čtvrtá kapitola se krátce věnuje ochraně personálu nemocničních lodí (duchovní, lékařský a nemocniční personál). Tento personál musí být chráněn a respektován, zároveň, pokud je ve službách těchto lodí, nesmí být zajat, bez ohledu na to, jestli se na lodi nacházejí ranění a nemocní či ne. Dále tato kapitola definuje ochranu tohoto personálu i v případě, dostane-li se na loď nepřítele. Ta má stále právo na ochranu a respektující přístup, co je však nejdůležitější, může pokračovat ve své činnosti. Personál je poslán zpět na popud vrchního velitele, v jehož je moci. Vyloděný personál podléhá ustanovením Ženevské úmluvy ze 12. srpna 1949 o zlepšení osudu raněných, nemocných příslušníků ozbrojených sil v poli.

### Kapitola V: Zdravotnické transporty
Pátá kapitola na svém začátku popisuje postup u přepravy zdravotnického materiálu a prostředků zabraňujících nemocem. Převoz smí být vykonán po dohodě s nepřátelskou mocností, ta smí loď zastavit, ne však materiál ukořistit či zabavit. Zmíněna jsou i podobná pravidla ve spojení se sanitními letadly, které mají stejný účel jako již zmíněné lodě. Povolení letu závisí na dohodě všech zúčastněných stran v konfliktu a na parametrech letu. Letadlo musí mít správně označení, které je uvedeno v kapitole VI: rozeznávací znaky. Letadla jsou povinna přistát na každou výzvu, za účelem prohlídky. Stane-li se celá posádka letadla válečnými zajatci, je s nimi zacházeno stejně, jako je popsáno v předchozí kapitole, vztahující se k personálu nemocničních lodí. Poslední článek této kapitoly se věnuje přeletu sanitních letadel nad neutrálním územím a také vysazením nemocných, raněných a trosečníků.

### Kapitola VI: Rozeznávací znak
Šestá kapitola se věnuje rozeznávacím znakům. Nejdříve popisuje nutné rozmístění odznaku zdravotnické služby (červený kříž na bílém poli) a zároveň připouští platnost červeného půlměsíce a červeného lva a slunce. Dále popisuje standard označení duchovního a zdravotnického personálu. V rámci nutného průkazu totožnosti jejich členů popisuje všechna kritéria, která musí tyto průkazy splňovat. Personál nesmí být zbaven práva nosit tento průkaz a má nárok na duplikát v případě ztráty. Velká pozornost je také věnována rozeznávacím znakům nemocničních lodí a plavidel, převážně člunů. Loď musí být z celé vnější strany bílá, aby vynikly co největší tmavočervené kříže, které musí být viditelné ze vzduchu i z moře. Dále popisuje rozeznávací znaky lodí zadržených nepřítelem a záchranných člunů. V poslední části se kapitola věnuje omezením týkajících užívání těchto znaků a opatřením pro stíhání jejich zneužití.

### Kapitola VII: Provádění úmluvy
Sedmá kapitola předkládá postup v nepředvídaných situacích, zákaz násilného aktu odvety vůči chráněncům této úmluvy a ke konci se krátce zmiňuje o důležitosti šíření této úmluvy mezi civilní obyvatele, zejména však mezi bojující ozbrojené síly, zdravotnický personál a vojenské duchovní.

### Kapitola VIII: Stíhání zneužití a porušení
Osmá kapitola, věnující se trestním sankcím za zneužití a porušení této úmluvy, jasně definuje povinnosti smluvních stran vzhledem k opatřením pro stanovení sankcí. Za vážné porušení této úmluvy je bráno např. nelidské a kruté zacházení, mučení (např. biologické pokusy), úmyslné zabití či zničení a přisvojení si majetku. Krátce se také zmiňuje fakt o nemožnosti zproštění odpovědnosti žádné ze smluvních stran. Poslední článek kapitoly pojednává o postupu při vyšetřování tvrzeného porušení úmluvy, zejména pak v souvislosti s dohodami na tomto řešení.

### Kapitola IX: Závěrečná ustanovení
Závěrečná ustanovení shrnují mnoho praktických a legislativních faktů týkajících se úmluvy. Zmíněn je pořízený překlad úmluvy, lhůta pro její podepsání, která je 12. února 1950 a také její finální schválení neboli ratifikace, jejíž listy jsou uloženy v Bernu. Po uplynutí šesti měsíců od uložení alespoň dvou těchto ratifikačních listin nabývá úmluva platnosti. Je zde také připomenuto, že tato úmluva je náhradou za X. Haagskou úmluvu ze dne 18. října 1907 o přizpůsobení zásad Ženevské úmluvy z r. 1906 na válku námořní. V krátkých článcích je vysvětleno, jaké země a kdy mají přístup k této úmluvě a zároveň je zmíněna situace nabytí okamžité účinnosti smlouvy, ke které dochází při válečném stavu a okupaci. V předposledním článku jsou popsána pravidla pro výpověď úmluvy a lhůta nabytí účinnosti této výpovědi. Závěrem je potvrzeno, že úmluva bude Švýcarskou spolkovou radou zaregistrována v sekretariátu OSN. Švýcarská spolková rada bude OSN spravovat i o ratifikacích a výpovědích úmluvy. Ověřené opisy úmluvy budou zaslány všem podepsaným státům a státům, které k úmluvě přistoupí.

## Aplikace
Druhá Ženevská úmluva jakožto i ostatní Ženevské úmluvy a dodatkové protokoly mají určité obecné zásady pro jejich aplikaci. Úmluva musí být dodržena i tehdy, je-li protivníkem porušována. Není možno při její aplikaci jednat diskriminačně, např. vůči rase či náboženství. Její aplikace není závislá na otázce právního uznávání mezi stranami konfliktu nebo uznávání skutečnosti válečného stavu. Aplikace úmluvy je spojena s nutností vlastní zodpovědnosti každého příslušníka smluvní strany za její plnění. Další nutností pro aplikaci je také nemožnost zříci se práv a povinností dle Ženevské úmluvy nebo jich být, jakožto smluvní strana, zproštěna.